# Christian Ludvig von Plessen
Christian Ludvig von Plessen (fra 1702: Scheel von Plessen) (10. december 1676 i Schwerin – 30. august 1752 i København) var en dansk statsmand, gehejmeråd, kammerherre, amtmand og godsejer. Han var søn af Christian Siegfried von Plessen og bror til Christian Sigfred og Carl Adolph von Plessen.
Ved sit ægteskab 8. januar 1702 med Charlotte Amalie Skeel antog han navnet Scheel von Plessen, da han samtidig blev ejer af stamhuset Fusingø (oprettet 1688 af Mogens Skeel). De efterfølgende mandlige besiddere af godset førte også dette dobbeltnavn.

## Ungdom
Efter at han havde nydt samme opdragelse som broderen og bl.a. sammen med denne opholdt sig ved Universitetet i Leiden for at uddanne sig der, blev han (1696) ansat som kammerjunker hos Christian 5.s yngste søn, Prins Vilhelm, på samme tid som broderen knyttedes til Prins Carl; men han forlod snart hoftjenesten for at slå ind på embedsbanen. Ikke mere end 26 år gammel blev han (1702) stiftamtmand i Aarhus Stift, hvor han virkede i 23 år. Han må have gjaldt for en energisk og dygtig embedsmand, thi 8. oktober 1725 kaldtes han fra denne stilling til at blive medlem af Konseillet. Under de sidste år af sit liv i Århus havde han stået i nøje forbindelse med Iver Rosenkrantz, der siden 1723 havde været stiftamtmand i Viborg og i sit andet Ægteskab var gift med en søsterdatter af ham. Plessen spillede en ret fremragende rolle i Konseillet, hvis dygtigste Medlem han åbenbart var, og de udenlandske diplomater lagde ikke ringe vægt på hans udtalelser om den udenrigske stilling. Også viste Frederik 4. ham anerkendelse ved 16. april 1727 i anledning af det samme dag sluttede forbund med England og Frankrig at gøre ham til Elefantridder. Men Plessen hørte dog til de misfornøjedes kreds og delte ligesom Iver Rosenkrantz fuldt ud den uvilje imod Dronning Anna Sophie Reventlow og hendes tilhængere, som trivedes iblandt kronprinsens omgivelser og ved det lille Vemmetofte-hof; ja han afholdt sig end ikke fra over for fremmede diplomater at klage over, at Konseillets indflydelse svækkedes ved røster fra den kant.

## Medlem af Gehejmekonseillet
Som en følge heraf var han så at sige selvskrevet til at gå over i det nye Konseil, som Christian 6. straks efter sin tronbestigelse samlede om sig. Oven i købet havde han ry for solid dygtighed, og det var derfor med god grund, at den nye konge samtidig gjorde ham til generaldirektør over Finanserne og Kommercevæsenet (26. oktober 1730). Hvor uenig han end i meget havde været med Frederik 4., fortsatte han dog som finansminister dennes sparsommelighedssystem og lagde særlig vægt på afbetaling af statsgælden. Hånd i hånd hermed viste han i det hele kraft og ordenssans som kollegiechef, og på handels- og toldområdet havde han endog ret fremskredne ideer. Han var nemlig ingen ven af høje toldsatser, men mente, at man ved at holde dem lave ville fremme handelen, og han havde ingen tanke om ved høj beskyttelsestold paa kunstig måde at opelske en industri. Når man talte om, at det af finansielle grunde var nødvendigt at holde toldsatserne høje, gjorde han i modsætning dertil gældende, at nedsættelsen af told på varer ville fremkalde stærk forøgelse af afsætningen af dem, således at statsindtægterne ad den vej i løbet af få år ville stige, uden at undersåtterne mærkede noget tryk. Den toldtarif, han fik udstedt 1732, viste da også nedsættelse af told på mange industriartikler.
Samtidig med at Plessen havde sine betydningsfulde hverv som kollegiechef at passe, var han ligesom broderen et vigtigt medlem af Konseillet og havde stor del i den politik, der førtes udad til. Hans udtalelser på dette område udmærke sig, så vidt vi kender dem, altid ved klarhed ikke mindre end ved en vis djærv ligefremhed. Skal man nævne, hvad der for ham gjaldt som hovedpunktet, var det at få Slesvigs inkorporation i den danske krone sikret ved så mange garantier som muligt; ved Siden deraf var længe et hovedtræk hos ham en indgroet mistillid til, at man kunne opnå et virkelig venskabeligt forhold til Sverige. Han var overtydet om, at så snart svenskerne kom en smule til kræfter, ville de ved første givne lejlighed kaste sig over Danmark, og han tvivlede derfor i førstningen om, at den tilnærmelse til dem, som Christian 6. og Rosenkrantz ønskede, ville føre til noget; men også han blev dog efterhånden stemt for, at de skridt burde gøres, der førte til det dansk-svenske forbund af 5. oktober 1734. Ligesom broderen var han enig med Rosenkrantz i at foretrække en tilslutning til England frem for et forbund med Frankrig, og samtidig stod han, hvad de indre forhold angik, ganske på samme side som disse 2 mænd under de stridigheder, der et par år efter Christian 6.s tronbestigelse kom til udbrud i regeringskredsene i København. Det sammenstød, Konseillet her havde med Krigsminister Poul Vendelbo Løvenørn, kom for hans vedkommende til at volde skår i et tidligere personligt venskabsforhold. Han havde nemlig nogle Aar tilbage stået Løvenørn så nær, at han havde betroet en søn til ham for at opdrages og uddannes i hans hus.
Under disse rivninger havde Plessen, ligesom Konseillets andre medlemmer, også kongens svigermoder, markgrevinden, til modstander, og han formåede ikke mere end broderen at fastholde kongens yndest. Måske har han end ingen sinde ret haft den; det var mere fælles uvilje imod Anna Sophie og agtelse for Plessens utvivlsomme dygtighed end sympati for ham, der havde bragt kongen til at tage ham til minister. Dels følte Christian 6. sig også hos ham stødt ved en vis aristokratisk selvstændighedsfølelse, dels havde han ved siden af at være en samvittighedsfuld, vederhæftig personlighed broderens skarpe kanter i endnu højere grad, han var bitter, opfarende, lunefuld, stivsindet og derfor undertiden alt andet end behagelig at have at gøre med. Ingen kunne altså være mere uskikket end han til at være hofmand, og det endte da også med, at kongen og hans damer fandt ham umulig. Følgen af alt dette blev, at han misfornøjet 1734 (18. januar) trådte ud af Konseillet 3 fjerdingår efter, at broderen havde måttet opgive sin plads deri.

## Afsked
Fra nu af var det forbi med hans så vel som med C.A. von Plessens politiske virksomhed; han delte ganske med denne kongens mistro og uvilje og mistede på samme tid som han den pension, han havde fået ved sin afgang fra Konseillet. Også han trak sig tilbage for at styre sine godser og i det hele passe sine økonomiske interesser. Ligesom broderen var han parthaver med et anseligt antal aktier i det Asiatiske og det Vestindiske Kompagni, og hans godser havde et betydeligt omfang. Ved sit ægteskab (1702-29) med Charlotte Amalie født Skeel, datter af Mogens Skeel til Fussingø, var han blevet ejer af dette gods, og desuden ejede han Odden, Stensbæk, Holbækgård, Selsø, Lindholm, Glorup, Eskildsø, Torp Ladegård og Salzau i Holsten. Da han døde 30. august 1752, værdsattes hans formue, med fradrag af alle passiver, til 681.397 Rdl. Storslået godgørenhed omtales mindre for hans end for broderens vedkommende, derimod synes han ligesom denne at have haft videnskabelige interesser og var derfor ikke mindre end han en ven af Hans Gram. Da dennes bolig brændte ved Københavns brand 1728, var det til Plessen, at han flyttede hen. Han er begravet i Ålum Kirke.
I sit ægteskab havde Plessen ikke færre end 17 børn, af hvilke dog de 8 døde som ganske små. Af de andre 9 var 3 sønner og 6 døtre. På sønnernes hænder samledes ifølge farbroderens testamente også dennes vidtstrakte godser; fra dem nedstammede slægterne Plessen og Scheel-Plessen. De væsentligste af hans børn var:
- Berte Scheel von Plessen (1707-1786) oo Christian Frederik Raben
- Eleonore Hedevig von Plessen (1708-1770) oo Christian Rantzau
- Mogens Scheel von Plessen (1713-1749) – til Selsø, Lindholm og Fussingø
- Christian Sigfred von Plessen (1716-1755) – arvede Glorup, amtmand
- Frederik Christian von Plessen (1717-1783) – general og kammerherre
- Charlotte Louise Scheel von Plessen (1720-1801) oo Jørgen greve Scheel
- Charlotte Dorothea von Plessen (1724-1771) oo Claus Reventlow

## Vurdering
Man kan ikke læse om de tvende brødre C.A. von Plessen og C.L. von Plessen uden at beklage, at disse 2 begavede mænds virksomhed som ministre kun var kort, dels som en følge af uheldige forhold, dels på grund af kanter ved deres egne personligheder. Og denne beklagelse stiger, når man ser, hvorledes de trods deres tyske byrd blev gode danske mænd. Det var i Danmark, at de anbragte hele deres formue, og danske forhold, de helligede deres virksomhed; det var til Danmark, de ville binde deres slægt, dansk kom som sprog til at ligge C.A. von Plessen meget nær, og det er for C.L. von Plessens vedkommende et højst tiltalende træk, at han i året 1737 af penge, som hans hustru havde efterladt, stiftede et legat for studerende sønner af "de faa gamle Slægter her i Danmark, hvis Forfædre for nogle hundrede Aar have tjent Kongen og deres Fædreland". Underligt, når man tænker på sligt, så at se, at disse mænds slægt efterhånden i national henseende næsten helt er gået tabt for Danmark.